# Peter Agnefjäll
Peter Agnefjäll, né en 1971 à Malmö, est un homme d'affaires et chef d'entreprise suédois. Il fut président-directeur général du groupe Ikea de 2013 à 2017 avant de laisser sa place à Jesper Brodin.

## Biographie

### 2013 - 2017: Années Ikea

#### Nomination à la tête du groupe
En septembre 2013, Agnefjäll succède à Mikael Ohlsson et devient donc le nouveau PDG du groupe suédois. Il occupera ce poste pendant près de 5 ans avant de céder sa place à Jesper Brodin en septembre 2017.